# 马拉塔克卡拉
10°28′24″N 76°15′45″E / 10.4733148°N 76.2623945°E
马拉塔克卡拉（Marathakkara），是印度喀拉拉邦Thrissur县的一个城镇。总人口17934（2001年）。

## 人口
该地2001年总人口17934人，其中男性8840人，女性9094人；0—6岁人口2103人，其中男1135人，女968人；识字率81.43%，其中男性为83.50%，女性为79.41%。